# Literatura boliviana
A literatura na Bolívia, embora tivera turbulência política dentro das fronteiras do país, conseguiu trazer autores novos e talentosos. Escritores mais antigos, como Adela Zamudio, Oscar Alfaro, e Franz Tamayo continuam a ser relevantes.
Quase a metade da população da Bolívia fala línguas indígenas, tais como o Quéchua, Aimara ou o Guarani. Os povos indígenas da Bolívia têm uma tradição oral muito rica, em mitos, lendas e histórias; estas histórias geralmente não foram transcritas.
Escritores bolivianos incluem:
- Nataniel Aguirre
- Oscar Alfaro
- Víctor Hugo Arévalo Jordán
- Alcides Arguedas
- Alcira Cardona
- Oscar Cerruto
- Armando Chirveches
- Adolfo Costa du Rels
- Gary Daher Canedo
- Antonio Díaz Villamil
- Javier del Granado
- Isabel Mesa de Inchauste
- Juan Pablo Piñeiro
- Enrique Finot
- Ricardo Jaimes Freyre
- Jesús Lara
- Juan Claudio Lechín
- Porfirio Diaz Machicao
- Carlos Medinaceli
- Jaime Mendoza
- Víctor Montoya
- Gabriel René Moreno
- María Josefa Mujia
- Gustavo Navarro
- Gustavo Adolfo Otero
- Natalia Palacios
- Manuel Rigoberto Paredes
- Renato Prada Oropeza
- Fausto Reinaga
- Jaime Sáenz
- Pedro Shimose
- Gastón Suárez
- Franz Tamayo
- Victor Hugo Vizcarra
- Juan Wallparrimachi
- Adela Zamudio
- Augusto Céspedes
- Blanca Wiethüchter